# Martin Heidegger et la poésie de Friedrich Hölderlin
 (février 2020).
L'une des voies d'accès à la pensée de Heidegger passe par l'intérêt tout particulier que cette pensée porte à la poésie (ποίησις), en premier lieu celle de Hölderlin. Dans les années 1930 en effet, la rencontre avec Hölderlin amène le philosophe à porter son intérêt  avant tout sur l'« essence » (Wesen) de la poésie . Pour Heidegger, la poésie n'est pas une affaire culturelle parmi d'autres car elle « mettrait en jeu l'existence même de l'homme ».
L'étude des rapports réciproques entre la poésie et la pensée du philosophe demande que soient d'abord examinées les conditions de possibilité d'une comparaison.  Après quelques considérations générales sur les conditions de ce dialogue, la place de la poésie dans la pensée du philosophe depuis ses origines grecques jusqu'à la poésie contemporaine sera examinée[non pertinent].

## La rencontre avec Hölderlin
C'est avec le concept de « Tournant », qui prend une place éminente dans toute son œuvre, que Heidegger prend conscience du bouleversement qu'entraîne sur sa propre pensée la lecture d'Hölderlin. Jean-François Mattéi insiste sur l'importance de ce « tournant » dans la pensée du philosophe : « (confronté à Hölderlin) ce n'est plus désormais l'horizon de l'étant, mais la hauteur de l'“Être” qui provoque d'un coup l'étonnement du penseur, mais l'insistante présence des “choses”, vibrantes encore des “puissances de l'origine”. La pensée est ravagée par un véritable tremblement de terre, et de ciel, qui la confronte à un nouveau paysage ». Jean Grondin consacre à cet épisode un livre intitulé Le Tournant dans la pensée de Martin Heidegger.

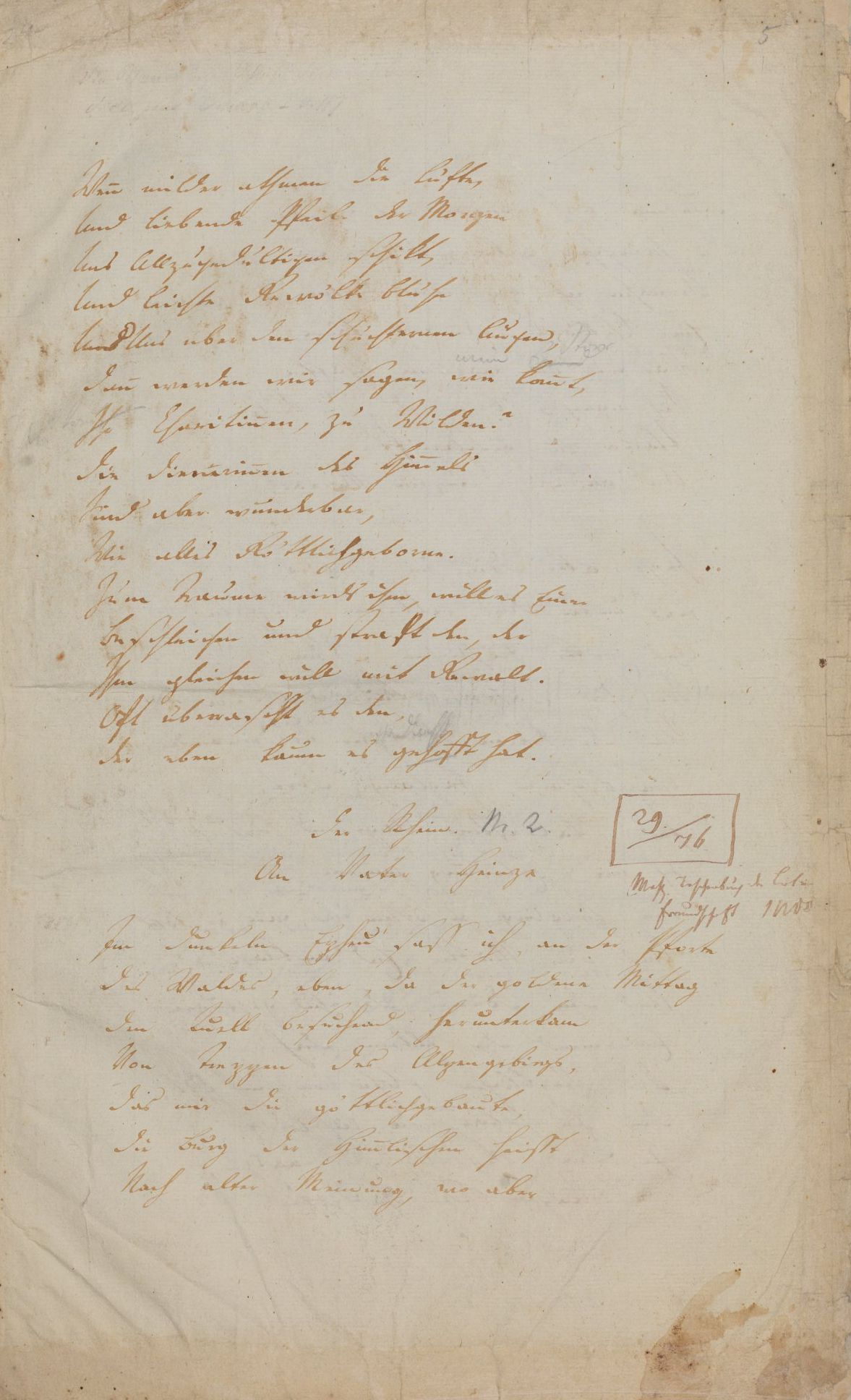
Der Rhein de Hölderlin (vers 1801), manuscrit de Homburg, p. 1, Württembergische Landesbibliothek, Stuttgart.

Toutefois, comme le résume Alain Boutot,« faire l'épreuve pensante de la poésie hölderlinienne ne veut pas dire transformer le contenu de cette poésie en concepts ou en propositions philosophiques mais tenter de lui correspondre ». Dans cet esprit de rapprochement, font leur apparition des thèmes nouveaux, ignorés de l'« Ontologie fondamentale » d'Être et temps, comme celui de « tonalité fondamentale », de « retournement natal », de « Sacré », des « quatre puissances du quadriparti », des « dieux enfuis » et du « conflit entre la Terre et le Ciel ».

### La tonalité fondamentale
La poésie d'Hölderlin exprimerait une « tonalité » de fond ou « tonalité fondamentale », en allemand « Grundstimmung », à laquelle Heidegger, notamment dans les Beiträge zur Philosophie (Vom Ereignis), reconnaîtra le privilège d'ouvrir un monde et d'accueillir, suivant son expression, « l'empreinte de l'Être » . En comparant le monde moderne au monde grec, Heidegger va avec Hölderlin pointer le désarroi d'un monde déserté des anciens dieux. Il s'interroge sur la « tonalité fondamentale » qui pourrait favoriser un retour aux sources, un nouveau commencement, le passage à un autre commencement et la venue du « dernier dieu ».
La rencontre de la poésie de Hölderlin aurait été ressentie par Martin Heidegger — selon un de ses étudiants, Hans-Georg Gadamer — comme un véritable tremblement de terre alors que, faisant suite à une décennie fortement théologique, l'analytique du Dasein développée à la suite de l'ouvrage Être et Temps apparaissait comme parfaitement athée. Après ladite rencontre on aurait entendu le philosophe parler pour la première fois du ciel et de la terre, des mortels et des immortels, et aussi de leur conflit. 
Heidegger a développé la théologie du « dernier dieu » à partir du thème de la fuite des anciens dieux ((die entflohenen Götter), qu'il a puisé dans l'œuvre du poète, à une époque où la plainte sur l'« absence » ou le retrait des dieux, qui précède ou accompagne on ne sait, le retrait de l'Être, est devenue une plainte universelle, entraînant de ce fait une rupture d'équilibre dans la simplicité du « Quadriparti », et sans doute l'entrée du Monde en nihilisme. « Le monde présent est le pays de l'obscur où la lumière est abolie depuis le retrait des dieux anciens », note Jean-François Mattéi.
« C'est justement cette “absence” des dieux (enfuis) qui, au-delà de la mort nietzschéenne de Dieu, conduit à l'expérience du sacré [...] Les dieux enfuis sont ainsi absence et présence de leur absence ; ils préparent la nouvelle venue de Dieu, le “Dieu à venir” », résume Michel Dion. Le problème n'est plus le statut ontologique du dieu qui n'est plus ni créateur, ni fondateur, mais le lieu et le comment de la possibilité de son séjour. On trouve dans la contribution de Günter Figal intitulée « L'oubli de Dieu » une importante analyse du rôle philosophique attribué désormais par Heidegger à ces « dieux enfuis ». « Vouloir rayer la théologie de la pensée tardive de Heidegger reviendrait à vouloir la dépouiller de son centre », écrit Günter Figal. Sur ce sujet, Jean Greisch pense que l'œuvre d'Hölderlin, telle qu'elle est comprise par le philosophe, a pour enjeu essentiel la lutte concernant la venue ou la fuite du dieu. Parce que cette part essentielle de notre humanité reste indéterminée, la question mérite de rester ouverte, la question du sacré comme la question de la place du dieu.
À travers le commentaire heideggérien du poème de Hölderlin intitulé Germanie, remarque Jean-François Mattéi, « se dessine un véritable rejet de la relation métaphysique traditionnelle, celle du sujet et de l'objet qui verrait s'adjoindre après coup une synthèse au profit d'une tonalité originelle antérieure à la distinction du sujet et de l'objet ». Ce monde découvert par la tonalité fondamentale que Hölderlin qualifie de « Sacré » désigne l'entier de la Nature et « ce qui est désintéressé et pur, qui repose sur son propre fondement ».

### Le retournement natal
Dans le cadre de la réception au XXe siècle de Hölderlin en Allemagne, le modèle interprétatif du « tournant patriotique » (vaterländische Umkehr) est formulé pour la première fois en 1923 par Wilhelm Michel dans son ouvrage Le Tournant occidental de Hölderlin. Dans l'entre-deux guerres, cette formulation de Wilhelm Michel a fourni l'argument d'une « lecture nationaliste (au demeurant combattue par certains philologues) de celui dont on voulut faire le “poète de la patrie allemande” et qui connut à ce titre une véritable apothéose sous le régime national-socialiste ».
Dans le contexte de la réception heideggérienne française de Hölderlin, on tend à rendre en français le concept de la vaterländische Umkehr par l'expression « retournement natal ».
Or avec l'Unheimlichkeit, concept qui signifie « non appartenance », concept déjà présent dans Être et temps de 1927, Heidegger dessine un trait essentiel du Dasein comme quoi celui-ci reste fondamentalement toujours un étranger, étranger à son monde comme à lui-même. En son fond le Dasein de l'« être-jeté » ne trouverait jamais de fondement, ni de sol « natal » ; il est Heimatlosigkeit , sans patrie ; le toujours « ne pas être chez soi » appartient à son essence la plus propre.
Pour Françoise Dastur, la vaterländische Umkehr apparaît dans les Remarques sur Antigone ajoutées aux traductions par Hölderlin des tragédies de Sophocle. Cette auteure y verrait pour sa part une « invitation à un simple retour à la terre du père », en tant que lieu natal, ou patrie, et interprèterait en ce sens l'« inspiration patriotique » de Hölderlin. Selon elle, avec le « retournement natal », Heidegger découvre chez Hölderlin l'idée d'un contre-mouvement, d'un perpétuel besoin de retour à la source. Dastur demande que l'on entende ce « retournement natal » (vaterländische Umkehr ) non comme un appel trivial à revenir par nostalgie dans son pays d'origine, mais comme une invite à renouer avec son âme ou l'esprit de ses pères (Vaterland) qui détermine le destin de tous ceux qui lui appartiennent. D'après Jean Greisch, la conséquence n'est pourtant pas la nécessité d'une recherche d'« enracinement », mais bien plutôt, pour le Dasein, la nécessité de savoir regarder en face sa vérité, c'est-à-dire son essentielle « historicité ».

### La dimension du sacré
Selon Michel Dion, « la question du “Sacré” conduit au centre de la pensée de Heidegger ». Le poème « Wie wenn am Feiertage (« Comme au jour de fête... »), qui date vraisemblablement de la période de Homburg, nous donne le plus directement accès à l'idée heideggérienne du Sacré », écrit Massimo Cacciari,. 
À partir de 1934, avec la rencontre du poète, Heidegger tente de ré-réinstaller la question du divin, dans l'ensemble de la question de l'Être. Il consacrera, à partir des années 1930 et jusqu’à la fin de sa vie, de nombreuses études à la poésie et notamment à celle de Hölderlin, avec lequel il entreprend un véritable dialogue au sommet. Comme l'écrit Christian Dubois, « on ne saurait exagérer l'importance du poète pour le penseur [...]. Le penseur dit l'être ; le poète nomme le Sacré ». « Hölderlin est bien, par excellence le poète du sacré. Non certes parce que ses poésies contiennent les noms des dieux mais parce qu'il fait l'expérience de l'absence de Dieu ».
« Le penseur découvre auprès du poète Hölderlin, l'Être d'une nouvelle façon : comme le domaine de l'« Indemne » qui ne se donne qu'en se soustrayant, le clair qui laisse tout avancer en son paraître et rayonner, qui accorde l'Ouvert à l'intérieur duquel immortels et mortels, ainsi que toutes choses peuvent se rencontrer [...] la proximité ne demeure que si elle s'éloigne sans cesse en elle-même. La « sauvegarde » est le cœur de la vérité de l'être et le sens du sacré. La présence qui demeure c'est la présence qui se retire qui retourne en elle-même pour préserver sa venue », écrit Emilio Brito.
Jean-François Mattéi note que c'est dans l'analyse de la « tonalité fondamentale » du poème La Germanie que le Sacré apparaît comme « unité rassemblante ». La Grundstimmung de la poésie de Hölderlin, celle de la « détresse », vise à nous « accorder » au lieu où la « totalité de l'étant » s'offre à une expérience nouvelle, écrit Émilio Brito. Cette Grundstimmung, originellement instaurée par le poète, est à l'origine de l'ouverture d'un monde et détermine à chaque fois la vérité du peuple.
Hölderlin utilise dans ces poèmes le mot de behalten, pour signifier « conserver dans la mémoire », qui doit être compris non comme la mémoire d'un étant (Le Dieu chrétien par exemple), mais comme « la garde de l'oubli » (sauvegarde de notre soif du divin, de la déité) qui serait constitutif de notre être même. 
S'agissant du thème prégnant de l'« oubli de l'être », Beda Allemann écrit : « L'expérience pensante de l'oubli de l'être fait partie du même destin que l'expérience poétique de la clôture de la dimension du Sacré [...] Ce n'est pas seulement le sacré comme trace vers la déité qui reste caché, mais la trace vers le sacré elle-même, semble effacée. Puissent seulement quelques mortels voir l'absence d'« heur » nous menacer en tant qu'absence d'heur. Ceux-ci devraient reconnaître le véritable péril qui est celui de l'oubli de l'être. Un tel péril ne peut être conjuré par le retrait vers des régions moins menacées. Le salut doit surgir de l'abîme même qu'est le péril ».

### L'homme habite en poète
L'expression « l'homme habite en poète », est le titre d'une conférence de Heidegger, et une citation d'un poème de Hölderlin écrit dans sa période de « folie », après 1806 : In lieblicher Bläue (traduit par André du Bouchet « En bleu adorable... »).
Elle parle de l'habitation de l'homme en un sens qui bien sûr est plus symbolique que le sens habituel du mot. Le terme « poésie » et ses dérivés viennent du grec ancien ποίησις, et s'écrivait jusqu'en 1878 poësie (le tréma marquait une disjonction entre les voyelles "o" et "e"), de ποιεῖν (poiein) signifiant « faire, créer » : le poète est donc un créateur, un inventeur de formes expressives.
Lorsque Hölderlin parle d'habiter, il a en vue « un trait fondamental de la condition humaine », écrit Heidegger. Nous habitons chez nous, mais aussi notre ville, notre pays et par extension ses institutions, ses lois, ses usages ses mythes et son langage. Et pour la poésie, il la considère à partir du rapport à l'habitation, ainsi entendue, dans son être ; Heidegger se fait plus précis encore, car non seulement l'homme habite en poète, mais c'est « la poésie qui fait de l'habitation une habitation ». Deux questions restent en suspens : peut-on parler de l'existence humaine à partir de l'habitation ? Si oui, en quel sens et comment penser la poésie comme un « bâtir » par excellence ?
Heidegger note en résumé que l'élément intermédiaire qui nous relie et nous dévoile l'étant, c'est le langage qui n'est que secondairement un moyen de communication et d'expression. Ainsi l'homme s'illusionne en se croyant maître et souverain de la langue, qui de fait le possède de part en part, et qui nous atteint directement lorsqu'elle est dans son élément poétique , ποίησις. Toutefois, la distance peut être grande entre le dire poétique et la qualité de l'écoute qui devrait lui correspondre. Ainsi Heidegger fait-il appel dans sa conférence à ces vers d' En bleu adorable pour expliciter les conditions d'une correspondance appropriée entre le dire et l'écoute :
Heidegger comprend le mais restrictif comme s'appliquant au premier membre de la phrase (Plein de mérites), ce qui conduit à considérer les dits mérites comme des obstacles à une habitation poétique. Ces mérites ou travaux ferment à l'habitation l'accès même de son être, car tout « produire, cultiver ou construire » implique que l'homme a déjà conduit à bien une tout autre habitation, d'une tout autre dimension. Dans cette dimension, qui serait la dimension de toutes les dimensions (comme l'espace, le temps, le lieu, les mythes), les Grecs anciens pourraient être considérés comme ceux qui ont disposé la « « Mesure » » de l'Occident et de son Histoire. « Les Grecs, dit Heidegger, ont été jusqu'ici le peuple qui donne la mesure et établit le rang, peuple sans lequel il aurait été impossible de penser l'histoire de l'Occident ».
Chez Hölderlin, aussi, il est question aux vers 28 et 29 du même poème de « Mesure » : « L'homme se mesure avec la Divinité ». La « Mesure », si mesure il y a, se prend vis-à-vis du Tout, de la Terre, du Ciel, et des dieux. L'homme déploie son être en tant que mortel dans cet « entre deux » qu'Heidegger nomme la « Dimension ». L'homme, pour autant qu'il est, se tient dans toute la « Dimension », il appartient au poète de la lui dévoiler. C'est pourquoi l'« habiter » n'a véritablement lieu que dans la mensuration aménageante. Dans la conférence L'homme habite en poète, Heidegger conclut sa difficile interprétation, en énonçant que la poésie est « la puissance fondamentale de l'habitation humaine ». L'homme ne trouve une demeure que dans l'habitation « poétique », c'est-à-dire lorsqu'il se tient, selon ce que rapporte Alain Boutot du dire heideggérien, « en la présence des dieux et est atteint par la proximité essentielle des choses ». C'est pourquoi Heidegger a pu écrire cette phrase surprenante, selon ce que rapporte Hadrien France-Lanord : « La poésie met en jeu l'existence de l'homme ».

### L'être-accordé
C'est avec le poème Germanie que Heidegger peut approfondir et donner toute son extension à l'intuition du § 29 d'Être et Temps qui établit le rôle de la Stimmung et de l'« être-accordé» comme premier élément de constitution de l'exister humain. Dans Germanie, le dire poétique provient du ton fondamental qui s'exprime dans la plainte qui résonne dans le deuil des « ondes de la patrie ». Le poète (voir La fonction de la poésie) porte au jour que « l'être parlant en silence, le monde, les événements de fond de l'histoire, la patrie, l'espace du temps, les dieux sont à même de donner le ton ».
La tonalité est tout entière sacrée dans la mesure où elle assure l'accord de type « musical » entre l'homme et le monde. La patrie n'est pas simplement le sol natal ou le paysage familier mais la « puissance de la terre », sur laquelle l'homme habite en poète.
La Terre natale intervient, note Jean-François Mattéi, comme premier harmonique de la tonalité fondamentale. Ici Terre, Ciel, Hommes et Divin vont pouvoir s'ordonner rigoureusement. Cette patrie n'est en rien le territoire de naissance, mais un autre lieu métaphysique, celui du possible survenant dans le réel pour y fonder une nouvelle signification et la terre une terre « seconde » que l'homme pourra habiter en poète.
Ce poème présente une autre conception de l'être humain que celle qui nous est donnée par la métaphysique, « rendant caduques à la fois toute la psychologie subjectiviste des sentiments, et toute la pseudo métaphysique ou pseudo morale du rapport à autrui ». Il n'y a pas d'entente de l'être possible sans cette résonance. Ce sont les tonalités qui sont la manifestation la plus élémentaire de l'« être-accordé ». La tonalité ou « Stimmung » est la manifestation du fait qu'en tant qu'« être-le-là », l'être humain est toujours déjà d'avance « un être-en-commun ».

### Le quadriparti
Jean-François Mattei attribue à la contribution de Jean-François Marquet dans les Cahiers de l'Herne consacrés à Hölderlin la mise en évidence d'une structure cosmique primitive, afin d'interpréter la mythologie hölderlinienne : « un fragment de Jeunesse d'Hypérion fait apparaître en quatre éléments d'une structure cosmique primitive qui permet d'interpréter la mythologie holderlinienne : la terre bien-aimée, le soleil du ciel, l'Éther qui nous enveloppe et l'Esprit de l'eau ». Le poète reconnaîtrait une structure quaternaire dans cette « communauté divine et Sacré, ou encore entente radieuse avec tout ce qui est ». Jean François Mattéi parle pour Heidegger d'un « véritablement tremblement terre » qui le confronte à un nouveau paysage
Ce « Quadriparti », Das Geviert ou « écartèlement de l'être », selon l'expression de Jean-François Mattei, dénomme une constellation de puissances, étroitement liées et dépendantes les unes des autres, à savoir les hommes, les dieux, la Terre et le Ciel, qui va constituer, après le « Tournant », la dernière pensée du philosophe, l'ultime appellation de l'Être. Ce système tétradique ne constitue pas la figure définitive du monde. Il faudrait suivre les commentaires que Heidegger consacre aux poèmes de Hölderlin entre 1936 et 1943 en enrichissant peu à peu la figure du Quadriparti.

### Le combat du monde et de la terre
Né de la radicalisation d'une intuition hölderlinienne, Heidegger décrit en style poétique le « Monde » comme un combat entre quatre puissances cosmiques. Jean-François Mattéi parle d'une percée décisive face à une intuition qui pense désormais en termes de Monde et le monde en termes de système. « L'unité régnante de ces rapports, nous l'avons appelé monde, écrivait Heidegger dans sa conférence L'Origine de l'œuvre d'art, en nommant cette unité un « ajointement » (ein Gefüge) [...] Cette unité rassemblante n'est pas un cadre surajouté à la somme de tous les étants ». 
« Le décèlement des phénomènes n'est possible que par l'ouverture implicite et simultanée à une dimension cachée et retirée fondamentalement indécelable, se tenant à l'arrière plan [...] Heidegger nommera « Terre » cette dimension obscure, dérobée abyssale, qui se referme en soi, se retire son indistinction foncière , et qui est le sens originel de la matière ».
L'idée de « Terre », die Erde qui n'est, ni la nature, ni l'humus du sol, idée que Heidegger doit au poète Hölderlin, n'est évoquée qu'à l'occasion de l'affrontement (die Streit), entre Monde et Terre. Heidegger adopte la notion de « terre » qui s'oppose au concept de « monde », dans la mesure où contrairement au « s'ouvrir » du monde, apparaît à l'occasion de l'étude de l'œuvre d'art quelque chose qui se ferme et se recèle rapporte Hans-Georg Gadamer,. Joël Balazut ajoute que « le laisser être ou Begegnenlassen pensé sous sa forme la plus originelle délivre l’étant à l’encontre non pas comme pure présence « sous les yeux », mais comme ce qui à la fois se donne et se refuse, comme ce qui, entrant en présence, puise à une dimension se tenant en retrait dans l’absence. Il présentifie l’étant comme se manifestant de soi-même en puisant à une dimension d’altérité, comme comportant, - ...une retenue ... une compacité reposant en elle-même... un élément d’étrangeté - ». Mais « le Monde et la Terre, bien qu'antagonistes ne sont pas séparés l'un de l'autre, ils sont tournés l'un vers l'autre dans une proximité essentielle ». L'irruption de ce concept de « Terre » en philosophie, concept qui résonnait avec une tonalité mythique et gnostique, fit forte impression sur son élève Hans-Georg Gadamer.

## Considérations générales sur la poésie et le langage
Selon Joël Balazut, la « grande poésie » serait pour Martin Heidegger le « lieu » de la manifestation de la vérité originelle. Pour le dire autrement, la poésie « apporte la réponse à la “question de l'être”, laquelle a toujours été la question fondamentale de la philosophie ». Comme l'écrit Hadrien France-Lanord, Heidegger est demeuré toute sa vie en dialogue avec cette entente de la ποίησις.
Ainsi que le remarque Alain Boutot, Heidegger n'aborde pas Hölderlin, son poète de prédilection, en critique littéraire mais dans l'attitude du penseur et du philosophe. Il ne s'agit toutefois pas pour lui de transformer en concepts philosophique le contenu poétique, mais d'expérimenter le « lieu » ou la « dimension » d'une possible rencontre des deux paroles du penseur et du poète. 
« Comme le dit Jean Beaufret, dans Héraclite et Parménide, nous assistons au matin de l'Occident à la plus étrange merveille, à savoir que : poésie et pensée puissent en venir parfois à se retrouver et à se rejoindre, à se rencontrer pour s'entendre en ce premier matin où les mots sont encore des signes », écrit Hadrien France-Lanord.

### Les conditions du dialogue entre la pensée et la poésie
Heidegger estime que si dès le début, avec Parménide notamment, le dialogue a été possible entre la pensée et la poésie, c'est du fait de leur commune provenance [...]et non en raison d'un penchant particulier du philosophe pour la poésie, note Christian Dubois .
. « N'est-ce pas plutôt l'être lui-même qui impose cette tonalité initiale à la langue, qu'elle soit celle de Heidegger ou celle de Hölderlin, en les accordant l'une à l'autre au sein d'une harmonie fondamentale ? L'analyse de Heidegger incline vers cette solution en orientant dès le départ la recherche vers l'origine-« l'Être »-qui donne à penser dans sa tonalité propre. ». Commune provenance ne veut pas dire identité, elle signifie que le dialogue dont il est question est lié par le rapport au « même ».
C'est à partir de la lecture des poésies dites « fluviales », à savoir les grands hymnes de Friedrich Hölderlin La Germanie et Le Rhin, qu'Heidegger va tenter de définir le « lieu métaphysique », par où parle la langue « commune »-, la langue de l'« Être », du penseur et du poète, « qui rend possible la reprise pensante de la parole du poète », qu'il qualifiera de « temporalité essentielle ». Ainsi, dans l'interprétation heideggerienne, le poème Germanie est tout entier « tendu vers l'origine, ce poème laisse pressentir le commencement ».
Il s'agit, pour le Dasein, dans un combat contre lui-même, de s'arracher au quotidien et de se transporter en un saut dans la sphère de la poésie, qui n'est plus ici, un simple moyen d'expression comme le note Jean-François Mattéi : « En nous arrachant à la banalité du quotidien et en nous transportant d'un coup, comme par un saut, dans la sphère de la puissance de la poésie. C'est donc à la suite d'un combat contre nous-mêmes et contre notre tendance à voir dans le poème un objet neutre offert à la vision ou à l'audition parce qu'il ne serait rien d'autre qu'un moyen d'expression... ». En 1959, Heidegger publie Acheminement vers la parole, recueil de conférences qui sont autant de méditations sur la Sprache, la parole, à partir de Hölderlin, Georg Trakl, Stefan George et Novalis. L'ouvrage est dédié au poète français René Char, que Heidegger lit et rencontre : « pour René Char, en remerciement de l'habitation poétique toute proche au temps des séminaires du Thor / avec le salut de l'amitié ». Enfin, en 1967, puis en 1970, Heidegger assiste à Fribourg aux lectures de Paul Celan.

### La dérive moderne du sens de la poésie
Heidegger fait le constat qu'aujourd'hui « la poésie est niée comme nostalgie stérile, papillonnement dans l'irréel, et rejetée comme fuite dans un rêve sentimental [...] la poésie ne peut apparaître autrement que comme littérature ».
« À partir de 1934 la plupart des travaux du philosophe sont comme aimantés par la proximité constante de Hölderlin », écrit Christian Dubois. Poésie et pensée ont soin de la « Parole » parce que l'une et l'autre ont l'« être en leur garde ». À cette langue mystérieuse de l'être nous nous devons d'y correspondre par la Pensée et la Poésie et ceci en des modes différents, selon la formule d'Heidegger dans Qu'est-ce que la métaphysique ? : « Le penseur dit l'être. Le poète dit le “sacré” ».

### L'essence de la poésie
La poésie constitue l'essence profonde de la langue comme « dévoilement » d'un « monde » et comme forme originelle de la pensée, laquelle est toujours pensée de l'étant en son être, note Joël Balazut.
C'est dans un long chapitre intitulé Méditation préliminaire : poésie et langage du livre Les Hymnes de Höderlin : La Germanie et le Rhin que Heidegger expose sa compréhension de l'essence de la poésie, que Alain Boutot résume ainsi dans son Que sais je ? :

#### Ce que la poésie n'est pas
« La poésie n'est pas l'élaboration poétique de la sensibilité du poète, ni même l'expression des états d'âme d'un peuple. Elle n'est pas davantage un simple ornement, un enthousiasme passager qui agrémenterait le cours de la vie ».

#### La nécessité de la poésie
Pour Heidegger se référant au texte de Hölderlin, « il incombe au poète de se tenir sous les orages des dieux » et à « tendre au peuple le don céleste ». Le vrai poète n'est pas celui qui explore sa dimension intérieure, ses sentiments, mais celui « qui est touché par la grâce de l'être ». En proférant ce que Heidegger nomme « la parole essentielle », il permet aux « choses » d'apparaître pour ce qu'elles sont. 
N'étant plus fixée sur l'étant, mais sur son « avenance » (l'Ereignis), la pensée de « l'autre commencement » ne peut plus parler en mode énonciatif logique, mais sur une autre modalité du Dire, la « Dichtung ». Notre époque est celle de l'« extrême péril » (voir conférences de Brême : le Péril), celui où la misère de l'homme privé de l'angoisse du questionnement, n'est même plus capable d'éprouver combien il est mis en question au plus intime de lui-même. Le poète en délivrant la « tonalité fondamentale », stimmende Eröffnung, celle de la détresse, sera celui qui comme « lanceur d'alerte », se tient au bord de l'« abîme de l'Être » selon ce qu'écrit Émilio Brito.

#### L'être de la poésie
Usant d'une stratégie courante chez lui, Heidegger, plutôt que d'interroger le vécu et l'intimité du poète, va chercher dans la poésie elle-même, à partir du relevé d'un certain nombre de thèmes frappants, aussi disparates soient-ils, les conditions présupposées d'une « unité interne », note Jean-François Mattéi. À cet effet il dégage cinq thèmes tournant autour de la signification du langage poétique à partir desquels, en cherchant leur « unité fondatrice », il espère dévoiler l'être de la poésie.
1. la langue, parce qu'elle projette l'homme « au milieu de l'étant tout entier », est parmi les biens de l'homme, celui qui est le plus périlleux, der Güter Gefährlichstes. Périlleux car « s'il est vrai que le monde ne règne que là où il y a langue [...] Or il y a bien péril dans la mesure où l'homme se retire du partage de l'être et manque à sa vocation de nommer ce qui est »[59],[N 15].
2. la langue, à qui est interdit le domaine des dieux et donc l'accès à sa propre origine, peut sombrer dans le bavardage quotidien et encourir un grand péril[60]
3. la langue a quelque chose à voir avec les positions fondamentales de l'homme vis-à-vis de « l'étant tout entier », autrement dit la langue détermine l'être de l'homme[61]
4. la langue comme protection de l'homme contre le dieu[62]
5. c'est la langue qui possède l'homme et non l'homme la langue[63]

En accordant une place éminente au langage, Heidegger n'ambitionne pas de donner une définition supplémentaire de l'essence de l'homme ; il relève le langage de son usage purement instrumental auquel la modernité le réduit pour en faire « l'ajointement fondamental du Dasein historique », l'instrument de l'exposition de l'homme à la totalité de l'étant. « Le dialogue n'est jamais en son essence, communication, mais advenue, permanente de l'exposition du Dasein à l'ensemble de l'étant ».
L'« homme dialogue » , exposé à toutes les modalités de l'étant, voit s'instaurer une communauté, qui est « un pouvoir entendre les uns les autres », plus originaire que celle des relations inter-humaines qui en dépendent. Cette manifestation de la communauté relie l'homme à une terre et à un peuple.

#### La fonction de la poésie
Parce que le poème ne transmet aucune information sur le monde, ne communique rien, mais parle purement et simplement, la « Parole » en tant que telle, celle qui avait été pressentie dans la langue initiale, s'y montre véritablement en ce qu'elle est. Heidegger remarque que c'est par la poésie que les anciens Grecs font l'expérience de l'être.
La « parole primordiale » recherchée, celle qui ouvrirait à la fois sur la Poésie et la Pensée, Heidegger propose de l'appeler d'un mot intraduisible en français : la Dichtung . Heidegger ne fait pas seulement référence à la poésie grecque, mais à toute véritable poésie, comme il le montre dans son interprétation de la poésie de Georg Trakl dans Acheminement vers la parole. La parole « créatrice » dans son jaillissement original a pour nom poésie.
1. Poétiser est un dire et même aussi un faire qui rend manifeste. « C'est à la poésie d'ouvrir notre Dasein à l'étant tout entier, afin que comme le poète à la tête découverte, il se tienne sous l'orage du dieu et soit frappé par l'éclair qui lui donne le monde en partage », écrit Jean-François Mattéi[56].
2. Poétiser est fondation de l'être par la parole. C'est en ce sens que Hölderlin peut dire à la fin du poème Mémoire (Andenken) : « mais ce qui demeure, les poètes le fondent », note Alain Boutot[55].
3. Être poète n'est pas un mérite, mais la preuve d'une exposition insigne à l'Être.

#### L'interprétation de la parole poétique
Selon Joël Balazut, « Heidegger affirme, sans équivoque, que c'est bien dans et par le mythe, c'est-à-dire dans et par la poésie mythique, qu'est portée et déployée l'alethia »,.
L'interprétation heidegerienne du poème Germanie constitue, selon Jean Greisch, un exemple parfait d'opération herméneutique qui s'articule selon quatre mouvements. Il y a d'abord le degré zéro de la compréhension du texte, en tant que texte et son énoncé ; on passe ensuite à l'écoute de la vibration d'un dire qui lui-même, en tant que dire, a sa racine dans une « sensibilité fondamentale » (Grundstimmung) ou « disposition fondamentale » qui commande, selon Émilio Brito, auteur d'un livre sur Heidegger et l'hymne du sacré, la configuration rythmique de chaque poème, et aussi son « lieu métaphysique ».
Le penseur va tenter de définir ce « lieu métaphysique », par où parle la « langue commune », la langue de l'« Être », au penseur et au poète, « qui rend possible la reprise pensante de la parole du poète » et qu'il qualifiera de « temporalité essentielle ». Ainsi, dans l'interprétation heideggerienne, le poème Germanie est tout entier « tendu vers l'origine, ce poème laisse pressentir le commencement ».
Heidegger consacrera, à partir des années 1930 et jusqu’à la fin de sa vie, de nombreuses études à la poésie et notamment à celle de Hölderlin, avec lequel il entreprend un véritable dialogue au sommet. Comme l'écrit Christian Dubois, « on ne saurait exagérer l'importance du poète pour le penseur [...] Le penseur dit l'être ; le poète nomme le “sacré” ».

### L' «avoir part» à la poésie
L'homme ne peut être défini par ses seules occupations journalières, ni par sa fonction dans la société, ni d'aucune manière ontologique satisfaisante, il est donc toujours Die Unheimlichkeit, toujours « sans chez soi », sans essence, sans fondement et sans sol. Qu'est-ce qui reste alors pour constituer notre part essentielle d'humanité ? La poésie apporte-t-elle une réponse ? Qu'en est-il de la question du divin et de l'invocation nostalgique du retour du dernier dieu, s'interroge Heidegger ? Sur ce sujet, Jean Greisch pense que l'œuvre d'Hölderlin, telle qu'elle est comprise par le philosophe, a pour enjeu essentiel la lutte concernant la venue ou la fuite du dieu. Parce que cette part essentielle de notre humanité reste indéterminée, la question mérite de rester ouverte, la question du sacré comme la question de la place du dieu.
Le poète n'apporte aucune réponse sinon d'une manière énigmatique, que l'homme doit « avoir part » sans plus d'autre précision. Heidegger en conclut que le poète renvoie l'homme « aux liens qui pourraient l'unir aux autres hommes dans le partage de la poésie », dont le rôle sera d'ouvrir l'homme au tout de l'être. La poésie depuis son étymologie grecque n'est pas un simple mode littéraire ni une forme élevée de la culture et encore moins l'expression d'un sentiment ou d'une souffrance mais l'instauration essentielle de l'Être, das Seyn , dans l'afflux de toutes les significations de l'« étant » que permet le langage.

## La place de la poésie dans la vie du philosophe

### Poésie grecque
Heidegger n'a cessé de lire et de prendre appui sur la poésie grecque. C'est à Homère et non au philosophe Thales que Heidegger attribue « l'instauration de l'être pour le Dasein occidental ». Non, que la poésie grecque ait pris l'« être » pour thème mais « parce qu'elle est déjà dans  l'espace de sa manifestation [...] Heidegger rouvre l'accès à la poésie grecque en repensant à neuf le verbe ποίησις (poiesis), le verbe ποιεῖν (poiein) signifiant « faire, créer » » : le poète serait donc un créateur, un inventeur de formes expressives . Toutefois, Heidegger ne met pas l'accent sur le « faire » et la « fabrication mais sur « l'entrée en présence de l'étant qui sort du retrait ». 
Certains épisodes dans la poésie homérique , ont particulièrement marqué le penseur. 
Dans l'Odyssée l'épisode dit des « les larmes cachées d'Ulysse » rappelle Didier Franck. Ulysse, relève Heidegger, loin de sa patrie, lors d'un repas festif, offert en son honneur « alors que pour nous, Ulysse pleure sans être remarqué par les autres convives, à l'inverse il apparaît aux Grecs comme nimbé d'un retrait qui le soustrait aux regards de l'assistance ». Dans l'interprétation de ce passage, ce n'est pas, selon Heidegger, Ulysse qui se cache mais l'« être-pleurant » qui reste en retrait, en quoi il verra une manifestation du « retrait de l'être ». Dès lors conclura Heidegger « c'est dans la poésie qu'a d'abord été recueillie la vérité, c'est-à-dire l'alèthia, le dévoilement de l'être dans l'ouvert sans retrait ».
À travers un exemple homérique, Heidegger retient l'idée que le « présent » de notre temps, possède un sens phénoménologique bien plus large que celui que nous lui attribuons , on peut y inclure aussi bien « l'absence » de ce qui est passé, l'« absence » de ce qui est à venir mais aussi de ce qui est en retrait ainsi que le souligne, Didier Franck.
Heidegger apprend du chœur de l'Antigone la dépendance de l'homme vis-à-vis de l'être , une dépendance portée à son point le plus extrême avec la thèse que l'homme est par essence Unheimlich, sans abri et sans foyer, livré sans défense aux turbulences de l'être, thèse que Heidegger va retirer de la lecture des tragédies de Sophocle, et surtout 'Œdipe roi, interprétation qui sera reprise avec force dans la Lettre sur l'humanisme.